# Католиков, Александр Александрович
Католиков, Александр Александрович (13 октября 1941, Новосибирск — 12 июня 1996 года, Сыктывкар) — российский, советский воспитатель, педагог. Последователь А.С. Макаренко. Член-корреспондент АПН СССР (1989). Член-корреспондент Российской Академии образования (1992). Народный учитель СССР (1988).

## Краткая биография
Александр Католиков родился в семье военнослужащего Александра Иосифовича Католикова и его супруги Надежды Семёновны 13 октября 1941 года в Новосибирске, в доме по ул. Советская, 21, кв. 7. В семье было два сына — старший Борис и младший Александр. Отец погиб на фронте и Надежда Семёновна растила сыновей одна.
Уже в детские годы его нередко выбирала своим предводителем местная детвора, а вскоре он попал в базовую школу №10 Новосибирского педагогического института, директором которой был тогда В. Н. Михайлин. В то тяжёлое для всей страны время он сумел создать в школе завод, где школьники выпускали сверлильные станки. На заводе практиковался хозрасчёт. Именно там А. Католиков стал знакомиться и на деле познавать систему А. С. Макаренко. 
После 9-го класса той же школы, из желания подработать и помочь маме, впервые попал в качестве пионервожатого в летний детский лагерь. Вскоре он так «прикипел» к своим воспитанникам, что проводил в лагере все три смены каждое лето вплоть до 11 класса включительно. Там же, в  Новосибирске, он познакомился со Сталем Анатольевичем Шмаковым и "заразился" от него педагогической идеей ребячьей игры. С.А. Шмаков первый предсказал и незаурядное будущее А. Католикова.
По окончании школы, в том же 1961 году успешно сдал экзамен в Новосибирский педагогический институт, но по направлению Новосибирского горкома ВЛКСМ за успешную работу в течение нескольких лет в пионерском лагере  был направлен учиться на физико-технический факультет Московского педагогического института им. В. И. Ленина, где сразу же создал и возглавил студенческий педотряд. Здесь же он познакомился со своей будущей женой — преподавателем кафедры педагогики Лией Васильевной Плаксиной. В студенческие годы познакомился с друзьями и соратниками А. С. Макаренко. В составе созданного им студенческого педотряда неоднократно посещал Егорьевский детский дом, которым заведовал С. А. Калабалин. Позже Семён Афанасьевич приезжал уже в интернат к А. А. Католикову в Сыктывкар. Дружба связала А. А. Католикова и с сыном С. А. Калабалина — Антоном Семёновичем Калабалиным.
Также студентом познакомился с В. Н. Терским, заведующим клубом в колонии им. М. Горького. Встречался и с Н. Э. Фере, работавшим агрономом в колонии и трудовой коммуне А. С. Макаренко. Бывал и на многих встречах воспитанников Учителя.
В 1966 году окончил МГПИ им. В. И. Ленина, получив диплом учителя физики и астрономии и удостоверение старшего пионервожатого, со своей семьёй приехал в Сыктывкар и продолжил свою трудовую деятельность учителем физики, а затем был назначен организатором по внеклассной и внешкольной работе в средней школе № 1.
В следующем 1967 году назначен директором Дворца пионеров и школьников, где проработал до 18 июля 1973 года. За время работы под его руководством у Дворца появились мотоциклы, машины и даже двухпалубный теплоход, который стал затем плавучим детским лагерем «Коми пионер», на котором дети плавали даже до Архангельска, до Соловецких островов.
18 июля 1973 года принял школу-интернат здесь же, в Сыктывкаре. Начинать пришлось с ремонта главного здания. Умелое совмещение учёбы с ремонтом на основе макаренковских подходов посильного и увлекательного труда-заботы сдружили всех. И последующие более чем 20 лет в школе-интернате всё время что-нибудь строилось и ремонтировалось.
Свой опыт воспитания и соруководства большим коллективом обобщил в ряде книг («Моя семья» М.: Педагогика, 1990) и других выступлений. Он считал, что если хочешь видеть в интернате хороших педагогов и счастливых детей, — то создай им условия для благополучной работы и жизни. 
Интересовался опытом педагогов-новаторов, вместе с единомышленниками сумел создать постоянно действующую и действенную систему повышения квалификации каждого учителя школы-интерната. Для каждого учителя был создан и вёлся педагогический паспорт, работал педсеминар, в котором учителя, прежде всего, молодые выпускники педвузов, осваивали как наилучшим образом применять теоретические положения педагогики и воспитания в деле. Не ограничиваясь теоретическим и практическим изучением и освоением передового опыта у себя в интернате, ввёл обычай посылать наиболее заинтересованных учителей в командировки для знакомства с опытом педагогов-новаторов у них на месте. Кроме С. А. Калабалина в своей книге [1] неоднократно упоминает имена таких педагогов как Ш. А. Амонашвили, В. Ф. Шаталова, С. Н. Лысенковой, Е. Н. Потаповой, Н. Н. Палтышева, Б. А. Караковского, И. А. Зязюна и др.
Любил бывать среди детей: пел с ними песни, мылся в бане, работал, вместе выезжал в Межадор – летнюю дачу интерната (около 70 км. от города), которая с приходом нового директора вскоре преобразилась в учебно-опытное хозяйство «Межадорское», в котором была создана хорошая основа для полноценного отдыха и приобщения к труду (ныне хозяйство располагает около 200 га сельскохозяйственных угодий и 2 га теплиц). Сюда  же он приглашал друзей и гостей школы-интерната. Здесь побывали гости из Индии, Финляндии, Америки, Франции, Венгрии и других стран. 
Очень чутко относился к пожилым людям, особенно к ветеранам-фронтовикам. Он считал, что «…старики и дети – всем родня». Среди воспитанников интерната стало обычаем помогать пожилым людям вскопать огород, рассадить и убрать картошку, оказать другую посильную помощь.
Благодаря его усилиям в школе-интернате воспитанники смогли окончить полный курс средней школы, открылось дошкольное отделение. В 1993 году Сыктывкарская школа-интернат №1 была преобразована в Сыктывкарскую агрошколу-интернат.
Много сил и внимания уделял общественной деятельности: был депутатом Сыктывкарского горсовета (не одного созыва), делегатом Всесоюзного съезда учителей от Коми АССР (1978, 1989), делегатом Съезда учителей РСФСР (1987), Народным депутатом СССР (1989), Председателем республиканского Детского фонда, членом Правления Центра народной помощи «Благовест», членом редколлегии журнала «Школьная роман-газета».
12 июня 1996 года скоропостижно скончался на 55 году жизни.

## Семья
- супруга - Лия Васильевна Плаксина
- сын - Католиков Виктор Александрович
- старший брат Борис Александрович (11.07.1939 - 24.01.1983)[5]

## Награды школы-интерната под руководством А. А. Католикова
За время его работы Сыктывкарская школа-интернат была многократно отмечена и награждена, в том числе:
- Почётной грамотой Президиума Верховного Совета Коми АССР от 5.10.1981 года
- Дипломом Исполкома Сыктывкарского городского Совета народных депутатов в 1984 году
- Дипломом Министерства просвещения СССР, ЦК ВЛКСМ, Министерства здравоохранения СССР, Исполкома СОКК и КП СССР в 1985 году
- Грантом первой степени по результатам номинации инновационных проектов в рамках программы  «Обновление гуманитарного образования в России».
- премия Д. Сороса (1994)

## Награды и звания
- Заслуженный учитель школы Коми АССР (1976)
- Заслуженный учитель школы РСФСР (1982)
- Народный учитель СССР (1988)
- Член-корреспондент АПН СССР (1989)
- «Человек года в образовании – 95»
- Почётный гражданин Сыктывкара (1982)
- Почётный гражданин Республики Коми, посмертно (2015)[6]

Награды:
- Медаль «В ознаменование 100-летия со дня рождения Владимира Ильича Ленина» (1970)
- Орден Трудового Красного Знамени (1978)
- Орден Ленина (1986)
- Медаль А. С. Макаренко (1993)
- Международная Золотая медаль имени Л.Н. Толстого (1994)
- Орден «За заслуги перед Отечеством» III степени (1995)

## Основные труды
- Католиков А.А. Моя семья: записки директора Сыктывкарской школы-интерната №1 для детей-сирот. М.: Педагогика, 1990. 224 с. С ил. ISBN 5-7155-0234-9.
- Католиков А. А. Дом моих детей : сборник / А. А. Католиков ; сост. Л. В. Плаксина. – 2-е изд., доп. – М. : Дом, 1997. – 320 с., [8] л. ил.
- Католиков А. А. Наш вынужденный союз необходимо сделать счастливым : сб. статей и выступлений / КРИРОиПК, МО и ВШ РК ; сост.: Л. В. Плаксина, В. А. Католиков. – Сыктывкар, 2001. – 287 с.

## Память
- Один из детских домов р. Коми ныне носит имя А. А. Католикова (ГУ р. Коми «Детский дом им. А. А. Католикова для детей-сирот и детей, оставшихся без попечения родителей»).[7]
- Сыктывкарская агрошкола-интернат также носит имя А. А. Католикова[8]
- Открыта памятная доска в холле института физики и информационных технологий Московского государственного педагогического университета, где в начале шестидесятых годов обучался Александр Католиков. С почином установки в столичном вузе памятной доски выступили региональная общественная организация «Землячество Коми в Москве» и руководство института. Мероприятие проводилось в рамках предстоящего 80-летнего юбилея А. Католикова, который будет отмечаться в 2021 году.[9].

Научно-педагогические мероприятия
- Всероссийские Католиковские педагогические чтения : [Сб. докл. и выступлений / Редкол.: Беланова Э. И. и др.]. — Сыктывкар : МОИВШ РК, 1997-. — 20 см. [Вып. 1: Первые чтения, 24-27 февр. 1997 г.]. — Сыктывкар : МОИВШ РК, 1997. — 84,[2] с.; ISBN 5-7009-0031-9
- V педагогические чтения им. А. А. Католикова в Пермском крае. От традиций к новаторству [Текст] : сборник информационно-методических материалов / М-во социального развития Пермского края [и др.]. — Пермь : [б. и.], 2012. — 63, [5] с. : цв. ил., табл.; 21 см; ISBN 978-5-905550-09-6

Книги
- Александр Католиков (13 октября 1941 — 12 июня 1995) : [Альбом]. — [М. : Шк. роман-газета, 2001]. — 111, [2] с. : цв. ил.; 30 см.
- Дому детей-сирот 50 лет / Гос. образовательное учреждение для детей-сирот и детей, оставшихся без попечения родителей, «Детский дом-школа N 1» им. А. А. Католикова; [авт. и сост. — Плаксина Л. В. ]. — Сыктывкар : Детский дом-школа им. Католикова А. А., 2006 (Сыктывкар : Коми респ. тип.). — 302, [1] с. : фот.; 25 см; ISBN 5-7934-0135-0 (В пер.)
- Сизов М. В. Александр Александрович Католиков. Сыктывкар, 2016. Первая книга из серии «Республика Коми: люди и время», посвящённая народному учителю СССР, члену-корреспонденту Академии педагогических наук СССР Александру Католикову. Её выпуск приурочен к череде юбилейных дат 2016 года: 95-летию Республики Коми, 75-летию со Дня рождения А. А. Католикова, 50-летию со дня начала его педагогической деятельности, 60-летию с момента открытия государственного учреждения Республики Коми «Детский дом им. А. А. Католикова»[10].

Фильмы
- «Католиков. Начало», 2020 — документальный фильм режиссёра-постановщика Никиты Белорусова (при участии региональной общественной организации «Землячество Коми в Москве», Сыктывкарского детского дома № 1 им. А. А. Каталогикова, МПГУ, Саввиновской средней школы и др. учреждений и частных лиц). (Для просмотра фильма необходима регистрация на Google).

## Сноски
1. ↑  Педагоги и психологи мира — 2012.
2. 1 2  Анастасия Зенкова, Валерия Волкова, Валерия Михеева, Елена Гущина, Анна Михацкая. Александр Католиков (Педагоги Новосибирска) Архивная копия от 28 июля 2019 на Wayback Machine представление учащихся Новосибирского пед. лицея им. А.С. Пушкина
3. ↑  Католиков А.А. Моя семья... М.: Педагогика, 1990. С. 7-8.
4. ↑  Там же. С. 8
5. ↑  Каталиков, Борис Александрович (даты жизни). Дата обращения: 7 февраля 2021. Архивировано 14 февраля 2021 года.
6. ↑  Кандидатуры четырёх человек предложены для представления к награждению званием «Почётного гражданина» Республики Коми в 2015 году. НОВОСТИ : Архив новостей. Официальный Интернет-портал Республики Коми (17 июня 2015). Дата обращения: 17 февраля 2017. Архивировано 18 февраля 2017 года.
7. ↑  Сетевая страница ГУ р. Коми «Детский дом им. А.А. Католикова для детей-сирот и детей, оставшихся без попечения родителей». Дата обращения: 22 октября 2020. Архивировано 26 октября 2020 года.
8. ↑  Сыктывкарская агрошкола-интернат также носит имя А. А. Католикова Архивная копия от 9 февраля 2010 на Wayback Machine (сетевая страница)
9. ↑  В Москве открыли мемориальную доску Александру Католикову Архивная копия от 26 октября 2020 на Wayback Machine // Коми Информ от 15.10.2020.
10. ↑  О выпуске книги М. В. Сизова «А. А. Католиков» и основных датах жизни и творчества последнего (недоступная ссылка) на портале «Открытое образование р. Коми»